# 刘颂
刘颂（3世紀—300年），字子雅，广陵郡人，西汉广陵厉王刘胥的后裔。刘颂初任尚书三公郎，继任议郎守廷尉，升至三公尚书。刘颂强调刑名和法例用不上，就不能定罪。刘颂认为法律条文不完善，可以修改；如果法律条文完善，就必须严格执行。时人因此比刘颂为西汉张释之。由于能力限制，刘颂主张御史应放过贤人君子的小过，否则欲理而反乱。鉴于西晋地广人稀，刘颂建议恢复肉刑，加重刑罚，巩固统治。

## 延伸阅读
[在维基数据编辑]
 《晉書·卷046》，出自房玄齡《晉書》